# Gold Derby Awards
Les Gold Derby Awards (ou Gold Derby TV and Film Awards) sont des récompenses cinématographiques et télévisuelles américaines créées en 2003 par le site goldderby.com,,,,.
Sont nommés des programmes diffusés ou sortis durant l'année civile. Les gagnants sont désignés par un jury soumis à un vote.
Détenu par Jay Penske depuis 2015, le site est une filiale de Penske Media Corporation.

## Catégories actuelles

### Cinéma
- Meilleur film (Motion Picture)
- Meilleur film d'animation (Animated Feature)
- Meilleur film étranger (Foreign Film)
- Meilleur film en langue étrangère (Foreign Language Film)
- Meilleur documentaire (Best Documentary Feature)
- Meilleur acteur (Best Actor)
- Meilleure actrice (Best Actress)
- Meilleur acteur dans un second rôle (Best Supporting Actor)
- Meilleure actrice dans un second rôle (Best Supporting Actress)
- Meilleure distribution d'ensemble (Best Ensemble Cast)
- Meilleure interprétation (Best Breakthrough Performer)
- Meilleur réalisateur (Director)
- Meilleur scénario original (Best Original Screenplay)
- Meilleur scénario adapté (Best Adapted Screenplay)
- Meilleurs décors (Best Production Design)
- Meilleurs costumes (Best Costume Design)
- Meilleurs maquillages et coiffures (Best Make Up/Hair)
- Meilleure photographie (Best Cinematography)
- Meilleurs effets spéciaux (Best Visual Effects)
- Meilleur son (Best Sound)
- Meilleur montage (Best Film Editing)
- Meilleure musique originale (Best Original Score)
- Meilleure chanson originale (Best Original Song)

### Télévision
- Meilleure série dramatique (Best Drama Series)
- Meilleur épisode d'une série dramatique (Best Drama Episode of the Year)
- Meilleur acteur dans une série dramatique (Best Drama Actor)
- Meilleure actrice dans une série dramatique (Best Drama Actress)
- Meilleur second rôle masculin dans une série dramatique (Best Drama Supporting Actor)
- Meilleur second rôle féminin dans une série dramatique (Best Drama Supporting Actress)
- Meilleur acteur invité dans une série dramatique (Best Drama Guest Actor)
- Meilleure actrice invitée dans une série dramatique (Best Drama Guest Actress)
- Meilleure série comique (Best Comedy Series)
- Meilleur épisode d'une série comique (Best Comedy Episode of the Year)
- Meilleur acteur dans une série comique (Best Comedy Actor)
- Meilleure actrice dans une série comique (Best Comedy Actress)
- Meilleur second rôle masculin dans une série comique (Best Comedy Supporting Actor)
- Meilleur second rôle féminin dans une série comique (Best Comedy Supporting Actress)
- Meilleur acteur invité dans une série comique (Best Comedy Guest Actor)
- Meilleure actrice invitée dans une série comique (Best Comedy Guest Actress)
- Meilleur téléfilm ou mini-série (Best Miniseries/TV Movie)
- Meilleur acteur dans un téléfilm ou mini-série (Best Miniseries/TV Movie Actor)
- Meilleure actrice dans un téléfilm ou mini-série (Best Miniseries/TV Movie Actress)
- Meilleur second rôle masculin dans un téléfilm ou mini-série (Best Miniseries/TV Movie Supporting Actor)
- Meilleur second rôle féminin dans un téléfilm ou mini-série (Best Miniseries/TV Movie Supporting Actress)
- Meilleure série de variétés (Best Variety Series)
- Meilleur interprète dans une série de variétés (Best Variety Performer)
- Meilleure série d'animation (Best Animated Series)
- Interprète de l'année (Best Performer of the Year)
- Révélation de l'année (Best Breakthrough Performer of the Year)
- Meilleure distribution d'ensemble (Best Ensemble of the Year)
- Meilleure émission de télé-réalité (Best Reality Program)

## Palmarès 2000

### 2003

#### Meilleure révélation
- Derek Luke pour le rôle de Antwone Quenton « Fish » Fisher dans Antwone Fisher

#### Meilleure direction artistique
- Les Sentiers de la perdition (Road to Perdition) – Dennis Gassner et Richard L. Johnson

#### Meilleure photographie
- Les Sentiers de la perdition (Road to Perdition) – Conrad L. Hall

#### Meilleurs effets visuels
- Spider-Man – John Dykstra, Dan Cangemi et John Frazier

### 2004

#### Meilleur acteur
- Johnny Depp pour le rôle du capitaine Jack Sparrow dans Pirates des Caraïbes : La Malédiction du Black Pearl (Pirates of the Caribbean: The Curse of the Black Pearl)

#### Meilleurs costumes
- Pirates des Caraïbes : La Malédiction du Black Pearl (Pirates of the Caribbean: The Curse of the Black Pearl) – Penny Rose

#### Meilleurs effets visuels
- Pirates des Caraïbes : La Malédiction du Black Pearl (Pirates of the Caribbean: The Curse of the Black Pearl) –

### 2005

#### Meilleur montage sonore / effets sonores
- Spider-Man 2 – Paul N. J. Ottosson, Kevin O'Connell, Greg P. Russell, Jeffrey J. Haboush et Joseph Geisinger

#### Meilleurs effets visuels
- Spider-Man 2 – John Dykstra, Scott Stokdyk, Anthony LaMolinara et John Frazier

### 2006

#### Meilleur film
- A History of Violence

#### Meilleur réalisateur
- David Cronenberg pour A History of Violence

#### Meilleure actrice dans un second rôle
- Maria Bello pour le rôle de Edie Stall dans A History of Violence

#### Meilleur scénario original
- Match Point – Woody Allen

#### Meilleur scénario adapté
- A History of Violence – Josh Olson

#### Meilleure direction artistique
- Le Monde de Narnia : Le Lion, la Sorcière blanche et l'Armoire magique (The Chronicles of Narnia: The Lion, the Witch and the Wardrobe) – Kerrie Brown, Jules Cook, Ian Gracie, Karen Murphy et Jeffrey Thorp

#### Meilleurs costumes
- Le Monde de Narnia : Le Lion, la Sorcière blanche et l'Armoire magique (The Chronicles of Narnia: The Lion, the Witch and the Wardrobe) – Isis Mussenden

#### Meilleur maquillage et coiffure
- Le Monde de Narnia : Le Lion, la Sorcière blanche et l'Armoire magique (The Chronicles of Narnia: The Lion, the Witch and the Wardrobe) – Howard Berger et Tami Lane

#### Meilleur montage son / mixage son
- Batman Begins – David Evans, Stefan Henrix et Peter Lindsay
- La Guerre des mondes (War of the Worlds) – Anna Behlmer, Ron Judkins, Richard King et Andy Nelson

#### Meilleurs effets visuels
- La Guerre des mondes (War of the Worlds) – Randal M. Dutra, Pablo Helman, Dennis Muren et Daniel Sudick
- Le Monde de Narnia : Le Lion, la Sorcière blanche et l'Armoire magique (The Chronicles of Narnia: The Lion, the Witch and the Wardrobe) – Jim Berney, Scott Farrar, Bill Westenhofer et Dean Wright

#### Meilleur film en langue étrangère
- Joyeux Noël •  France  Allemagne  Royaume-Uni  Belgique  Roumanie

#### Meilleur documentaire
- La Marche de l'empereur •  France

### 2007

#### Meilleur réalisateur
- Clint Eastwood pour Lettres d'Iwo Jima (Letters from Iwo Jima) (硫黄島からの手紙 - Iô-Jima kara no tegami)

#### Meilleure photographie
- Lettres d'Iwo Jima (Letters from Iwo Jima) (硫黄島からの手紙 - Iô-Jima kara no tegami) – Tom Stern

#### Meilleur maquillage et coiffure
- Pirates des Caraïbes : Le Secret du coffre maudit (Pirates of the Caribbean : Dead Man's Chest) – Joel Harlow et Martin Samuel

#### Meilleur montage son / mixage son
- Pirates des Caraïbes : Le Secret du coffre maudit (Pirates of the Caribbean : Dead Man's Chest) – Christopher Boyes, Paul Massey, Lee Orloff et George Watters II

#### Meilleurs effets visuels
- Pirates des Caraïbes : Le Secret du coffre maudit (Pirates of the Caribbean : Dead Man's Chest) – Charles Gibson, Allen Hall, Hal T. Hickel et John Knoll
  - Superman Returns – Mark Stetson, Neil Corbould, Richard R. Hoover et Jon Thum

#### Meilleur film en langue étrangère
- Lettres d'Iwo Jima (Letters from Iwo Jima) (硫黄島からの手紙 - Iô-Jima kara no tegami) •  États-Unis  Japon

### 2008

#### Meilleur film
- Sweeney Todd : Le Diabolique Barbier de Fleet Street (Sweeney Todd: The Demon Barber of Fleet Street)

#### Meilleur réalisateur
- Tim Burton pour Sweeney Todd : Le Diabolique Barbier de Fleet Street (Sweeney Todd: The Demon Barber of Fleet Street)

#### Meilleur acteur
- Johnny Depp pour le rôle de Benjamin Barker, alias Sweeney Todd dans Sweeney Todd : Le Diabolique Barbier de Fleet Street (Sweeney Todd: The Demon Barber of Fleet Street)

#### Meilleure actrice
- Helena Bonham Carter pour le rôle de Mme Lovett dans Sweeney Todd : Le Diabolique Barbier de Fleet Street (Sweeney Todd: The Demon Barber of Fleet Street)

#### Meilleure direction artistique
- Sweeney Todd : Le Diabolique Barbier de Fleet Street (Sweeney Todd: The Demon Barber of Fleet Street) – Dante Ferretti et Francesca Lo Schiavo

#### Meilleur maquillage et coiffure
- Pirates des Caraïbes : Jusqu'au bout du monde (Pirates of the Caribbean: At World's End) – Martin Samuel et Ve Neill
- Sweeney Todd : Le Diabolique Barbier de Fleet Street (Sweeney Todd: The Demon Barber of Fleet Street) – Ivana Primorac

#### Meilleurs costumes
- Sweeney Todd : Le Diabolique Barbier de Fleet Street (Sweeney Todd: The Demon Barber of Fleet Street) – Colleen Atwood

#### Meilleur montage
- Sweeney Todd : Le Diabolique Barbier de Fleet Street (Sweeney Todd: The Demon Barber of Fleet Street) – Chris Lebenzon

#### Meilleur montage son / mixage son
- Sweeney Todd : Le Diabolique Barbier de Fleet Street (Sweeney Todd: The Demon Barber of Fleet Street) – David Evans, Tom Johnson et Michael Semanick

#### Meilleurs effets visuels
- Transformers – Scott Benza, Russell Earl, Scott Farrar et John Frazier
  - Pirates des Caraïbes : Jusqu'au bout du monde (Pirates of the Caribbean: At World's End) – John Frazier, Charles Gibson, Hal T. Hickel et John Knoll

### 2009

#### Meilleur acteur dans un second rôle
- Robert Downey Jr. pour le rôle de Kirk Lazarus dans Tonnerre sous les tropiques (Tropic Thunder)

#### Meilleur maquillage et coiffure
- Tonnerre sous les tropiques (Tropic Thunder) – Rick Baker et Michèle Burke

#### Meilleur film en langue étrangère
- Entre les murs •  France

## Palmarès 2010

### 2010

#### Meilleur acteur dans un second rôle
- Stanley Tucci pour le rôle de Lovely Bones (The Lovely Bones)

#### Meilleur acteur de la décennie
- Tom Hanks pour le rôle de Chuck Noland dans Seul au monde (Cast Away)

#### Meilleurs costumes
- Coco avant Chanel – Catherine Leterrier

#### Meilleur film en langue étrangère
- Un prophète •  France  Italie

### 2011

#### Meilleur compositeur
- Tron : L'Héritage (Tron: Legacy) –

#### Meilleur montage son / mixage son
- Tron : L'Héritage (Tron: Legacy) – Christopher Boyes, Michael McGee, Gary A. Rizzo, Addison Teague et Gwendolyn Yates Whittle

#### Meilleurs effets visuels
- Tron : L'Héritage (Tron: Legacy) – Eric Barba, Karl Denham, Nikos Kalaitzidis et Steve Preeg

### 2012

#### Meilleur film d'animation
- Les Aventures de Tintin : Le Secret de La Licorne (The Adventures of Tintin : The Secret of the Unicorn) – Steven Spielberg

#### Meilleurs effets visuels
- La Planète des singes : Les Origines (Rise of the Planet of the Apes) – Joe Letteri, Dan Lemmon, R. Christopher White, Daniel Barrett

### 2013

#### Meilleurs effets visuels
- Prometheus – Charley Henley, Martin Hill, Richard Stammers et Trevor Wood

### 2015

#### Meilleur film d'animation
- Les Nouveaux Héros (Big Hero 6) – Don Hall et Chris Williams

#### Meilleur acteur dans un second rôle
- La Planète des singes : L'Affrontement (Dawn of the Planet of the Apes) – Andy Serkis

#### Meilleurs effets visuels
- La Planète des singes : L'Affrontement (Dawn of the Planet of the Apes) – Joe Letteri, Dan Lemmon, Daniel Barrett et Erik Winquist

### 2018

#### Meilleurs effets visuels
- La Planète des singes : Suprématie (War for the Planet of the Apes) – Daniel Barrett, Dan Lemmon, Joe Letteri et Joel Whist

### 2019

#### Meilleur film
- Sans un bruit (A Quiet Place)

#### Meilleur réalisateur
- John Krasinski pour Sans un bruit (A Quiet Place)

#### Meilleure actrice dans un second rôle
- Emily Blunt pour le rôle de Evelyn Abbott dans Sans un bruit (A Quiet Place)

#### Meilleur scénario original
- Sans un bruit (A Quiet Place) – Scott Beck, John Krasinski et Bryan Woods

#### Meilleur montage
- Sans un bruit (A Quiet Place) – Christopher Tellefsen

#### Meilleur son
- Sans un bruit (A Quiet Place) – Erik Aadahl, Michael Barosky, Brandon Proctor et Ethan Van der Ryn

#### Meilleurs effets visuels
- Aquaman – Bryan Hirota, Kimberly Nelson LoCascio, Kelvin McIlwain et Jeff White

## Palmarès 2020

### 2020

#### Son de la décennie
- Sans un bruit (A Quiet Place) – Erik Aadahl, Michael Barosky, Brandon Proctor et Ethan Van der Ryn

#### Meilleurs effets visuels de la décennie
- La Planète des singes : Suprématie (War for the Planet of the Apes) – Daniel Barrett, Dan Lemmon, Joe Letteri et Joel Whist

### 2021

#### Meilleur téléfilm
- Oslo

### 2022

#### Meilleur son
- Sans un bruit 2 (A Quiet Place Part II)

#### Meilleurs effets visuels
- Les Éternels (Eternals) – Stéphane Ceretti, Matt Aitken, Daniele Bigi et Neil Corbould

### 2023

#### Meilleur téléfilm
- Prey